# Manuel Juncosa Obiol
Manuel Juncosa Obiol   (Barcelona, 1943), conegut com a Manel Juncosa, és un antic mecànic i pilot d'automobilisme català. Fill del propietari dels Talleres Juncosa, Jaume Juncosa, el 1961 debutà en la Pujada a Vallvidrera i acabà tercer, al volant d'un Seat 600. Els primers anys feu de copilot del seu germà Jaume, i també de pilots com Jordi "Chi" Viñas, amb qui el 1965 guanyà el Ral·li Costa Brava. A partir del 1967 començà a córrer com a pilot fent servir els cotxes de la marca Abarth, i posteriorment SEAT, preparats al taller familiar.
Fou subcampió d'Espanya de ral·lis (1967 i 1972) i de muntanya (1973). En l'àmbit català, fou campió de Catalunya de ral·lis (1967-1970), velocitat (1968), circuits (1969), muntanya (1969) i subcampió de muntanya (1968) i ral·lis (1971). En tots aquests campionats guanyà nombroses proves, com el Ral·li Costa Brava (1968, 1970), el Trofeu SEAT de Montjuïc (1969), el I Trofeu Inauguració del Circuit del Jarama (1970) o el Ral·li 600 (1971). Tots aquests anys corregué els ral·lis en companyia d'"Artemi". A partir del 1974 pràcticament abandonà la competició per centrar-se als tallers familiars, però el 1976 encara disputà el Campionat d'Espanya de velocitat amb un Chrysler i aconseguí el seu darrer títol estatal.
El 1989 disputà el Ral·li Dakar amb l'equip Pegaso, fent de copilot de Salvador Servià. El mateix any guanyà la Copa d'Espanya de raids per a copilots. El 1990, en vendre's el negoci familiar, passà a dirigir la part tècnica de l'equip Nissan Ibérica que participà en el Dakar durant quasi una dècada. Paral·lelament fou copilot de Miquel Prieto en aquesta mateixa prova.